# Laura Linney
Laura Leggett Linney (Nova Iorque, 5 de fevereiro de 1964) é uma atriz norte-americana, vencedora de dois Globo de Ouro e indicada ao Óscar, mais conhecida por suas atuações em The Truman Show e The Exorcism of Emily Rose, respectivamente de 1998 e 2005 e na série de televisão The Big C.

## Biografia
Laura Linney nasceu em Nova Iorque no dia 5 de fevereiro de 1964. Filha de Romulus Linney, respeitado ator da Broadway, cresceu em meio ao ambiente teatral e sempre se interessou pela arte da representação. Estudou simultaneamente na Brown University e na Julliard School.
Durante os cursos já estrelava e se destacava em espetáculos na Broadway, como The Seagull (A Gaivota) e Six Degrees of Separation (Seis Degraus de Separação), porém foi em Hedda Gabler que recebeu maior ovação pela sua performance. Após concluir estas e outras peças, fez um estágio na Moscow Arts Theatre.
Balanceando seu currículo, participou de trabalhos mais comerciais e populares na televisão. Com o seriado Love Letters (Cartas de Amor), aclamado pelo público e pela crítica, recebeu enorme projeção em sua carreira.
Mesmo estreando no cinema em 1992, prestes a completar 28 anos de idade, conquistou o verdadeiro estrelato apenas em 1998 com o filme The Truman Show, sendo dirigida por Peter Weir. A partir de então, tornou-se uma grande profissional, conseguindo, em anos seguintes, papéis em filmes elogiados pela crítica, como Mystic River, Kinsey e The Exorcism of Emily Rose, sendo este último baseado em fatos reais ocorridos no início do século XX.
Além disso, foi indicada ao Óscar e ao Globo de Ouro por três vezes cada.
Tantos projetos profissionais, entretanto, antagonizam com sua vida pessoal. Separou-se de seu marido, o também ator David Adkins. Eles se conheceram na Brown University e estavam casados desde 1995. Após o divórcio, foi morar com a amiga Jeanne Tripplehorn, atriz de Basic Instinct.

## Carreira
Apesar de ter iniciado sua carreira na televisão em 1987, apenas cinco anos depois, em 1992, teve sua primeira aparição nas telonas, fazendo uma pequena participação no longa-metragem Lorenzo's Oil, um drama biográfico sobre Lorenzo Odone. Nele, interpretou "May", professora do personagem título.
No ano seguinte, interpretou "Jane" em Searching for Bobby Fischer, papel semelhante ao anterior, já que a personagem era também uma professora. Desta vez, porém, teve um maior relevo.
Sua carreira só veio a decolar em 1998, no filme The Truman Show, onde viveu "Meryl", sua primeira protagonista no cinema. Após este trabalho, foi convidada por diversos diretores para participar de suas produções, mas recusou. Inclusive foi a primeira atriz cotada para interpretar "Elizabeth" no filme da Disney The Parent Trap, mas o papel, no final, ficou com Natasha Richardson.
Em 2000, You Can Count on Me, no qual atuou, foi o vencedor do Sundance Festival. Devido ao filme, recebeu da New York Film Critics o prêmio de Melhor Atriz. Além deste, a atriz recebeu indicações ao Oscar, Globo de Ouro, e SAG Award de Melhor Atriz.
Em 2002, devido a conflitos em sua agenda, já que filmava The Mothman Prophecies, recusou um papel em The Hours do diretor Stephen Daldry.
Em 2010 foi premiada com o Golden Globes Awards como melhor atriz de série de comédia ou musical para televisão em The Big C.

## Filmografia

### Cinema
| Ano  | Título original                                  | Título no Brasil                      | Título em Portugal                                     | Personagem                     |
| ---- | ------------------------------------------------ | ------------------------------------- | ------------------------------------------------------ | ------------------------------ |
| 1992 | Lorenzo's Oil                                    | O Óleo de Lorenzo                     | Acto de Amor                                           | "May"                          |
| 1993 | Searching for Bobby Fischer                      | Lances Inocentes                      | À Procura de Bobby Fischer                             | "Jane"                         |
| 1993 | Dave                                             | Presidente por Um Dia                 | Dave: Presidente por Um Dia                            | "Randi"                        |
| 1993 | Blind Spot                                       | Ponto Cego                            | Blind Spot                                             | "Phoebe"                       |
| 1994 | A Simple Twist of Fate                           | Uma Virada no Destino                 | Uma Simples Mudança dos Fatos                          | "Nancy Lambert Newland"        |
| 1995 | Congo                                            | Congo                                 | Congo                                                  | "Karen Ross"                   |
| 1996 | Primal Fear                                      | As Duas Faces de Um Crime             | A Raiz do Medo                                         | "Janet Venable"                |
| 1997 | Absolute Power                                   | Poder Absoluto                        | Poder Absoluto                                         | "Kate Whitney"                 |
| 1998 | The Truman Show                                  | O Show da Vida                        | A Vida em Directo                                      | "Meryl Burbank"                |
| 2000 | You Can Count on Me                              | Conte Comigo                          | Podes Contar Comigo                                    | "Samantha Prescott" ("Sammy")  |
| 2000 | Running Mates                                    | As Mulheres do Presidente             | As Mulheres do Presidente                              | "Lauren Hartman"               |
| 2000 | The House of Mirth                               | A Essência da Paixão                  | A Casa do Riso                                         | "Bertha Dorset"                |
| 2000 | Maze                                             | O Labirinto                           | Maze: O Labirinto                                      | "Callie"                       |
| 2000 | Lush                                             | Luxúria                               | Luxúria                                                | "Rachel Van Dyke"              |
| 2001 | The Laramie Project                              | O Projeto de Laramie                  | The Laramie Project                                    | "Sherry Johnson"               |
| 2002 | The Mothman Prophecies                           | A Última Profecia                     | A Profecia das Sombras                                 | "Connie Mills"                 |
| 2002 | The Life of David Gale                           | A Vida de David Gale                  | A Vida de David Gale                                   | "Constance Harraway"           |
| 2003 | Mystic River                                     | Sobre Meninos e Lobos                 | Mystic River                                           | "Annabeth Markum"              |
| 2003 | Love Actually                                    | Simplesmente Amor                     | O Amor Acontece                                        | "Sarah"                        |
| 2004 | Kinsey                                           | Kinsey: Vamos Falar de Sexo?          | Relatório Kinsey                                       | "Clara McMillen"               |
| 2004 | P.S.                                             | Segunda Chance                        | Post Scriptum                                          | "Louise Harrington"            |
| 2005 | The Exorcism of Emily Rose                       | O Exorcismo de Emily Rose             | O Exorcismo de Emily Rose                              | "Erin Bruner"                  |
| 2005 | The Squid and the Whale                          | A Lula e a Baleia                     | A Lula e a Baleia                                      | "Joan Berkman"                 |
| 2006 | Jindabyne                                        | Jindabyne                             | Jindabyne                                              | "Claire"                       |
| 2006 | Driving Lessons                                  | Lições de Vida                        | Lições de Condução                                     | "Laura Marshall"               |
| 2006 | Man of the Year                                  | Candidato Aloprado                    | O Homem do Ano                                         | "Eleanor Green"                |
| 2006 | The Hottest State                                | Um Amor Jovem                         | O Estado Mais Quente                                   | "Jesse"                        |
| 2007 | Breach                                           | Quebra de Confiança                   | Quebra de Confiança                                    | "Kate Burroughs"               |
| 2007 | The Nanny Diaries                                | O Diário de Uma Babá                  | O Diário de Uma Babá                                   | "Senhora X"                    |
| 2007 | The Savages                                      | A Família Savage                      | Os Savage                                              | "Wendy Savage"                 |
| 2008 | John Adams                                       | John Adams                            | John Adams                                             | "Abigail Adams"                |
| 2008 | The City of Your Final Destination               | A Cidade de Seu Destino Final         | Destino Final: A Cidade Amaldiçoada                    | "Caroline"                     |
| 2008 | The Other Man                                    | O Amante                              | O Outro                                                | "Lisa"                         |
| 2009 | Morning                                          | O Amanhecer                           | O Amanhecer                                            | "Anne"                         |
| 2009 | Sympathy for Delicious                           | Simpatia Deliciosa                    | Uma Delícia de Simpatia                                | "Nina Hogue"                   |
| 2010 | The Details                                      | Os Detalhes                           | Detalhes                                               | "Lilian Francis" ("Lila")      |
| 2011 | The Details                                      |                                       |                                                        | Lila                           |
| 2011 | Arthur Christmas                                 | Operação Presente                     |                                                        | Computador do Polo Norte (voz) |
| 2012 | Hyde Park on Hudson                              |                                       |                                                        | Margaret Suckley               |
| 2013 | The Fifth Estate                                 |                                       |                                                        | Sarah Shaw                     |
| 2015 | Mr. Holmes                                       |                                       |                                                        | Mrs. Munro                     |
| 2016 | Genius                                           | O Mestre dos Gênios                   | O Editor de Gênios                                     | Louise Saunders                |
| 2016 | Teenage Mutant Ninja Turtles: Out of the Shadows | As Tartarugas Ninja: Fora das Sombras | Tartarugas Ninja Heróis Mutantes: O Romper das Sombras | Rebecca Vincent                |
| 2016 | Sully                                            | Sully - O Herói do Rio Hudson         | Milagre no Rio Hudson                                  | "Lorraine Sullenberger"        |
| 2016 | Nocturnal Animals                                | Animais Noturnos                      | Animais Noturnos                                       | Anne Sutton                    |
| 2017 | The Dinner                                       |                                       |                                                        | Claire Lohman                  |
| 2020 | Falling                                          |                                       |                                                        | Sarah                          |
| 2020 | The Roads Not Taken                              |                                       |                                                        | Rita                           |

### Televisão
| Ano       | Título original           | Título brasileiro          | Título português        | Personagem             |
| --------- | ------------------------- | -------------------------- | ----------------------- | ---------------------- |
| 1993      | Tales of the City         | Histórias da Cidade        | Contos da Cidade        | "Mary Ann Singleton"   |
| 1998      | More Tales of the City    | Outras Histórias da Cidade | Novos Contos da Cidade  | "Mary Ann Singleton"   |
| 1999      | Love Letters              | Cartas de Amor             | Cartas de Amor          | "Melissa Gardner Cobb" |
| 2001      | Further Tales of the City | Mais Histórias da Cidade   | Outros Contos da Cidade | "Mary Ann Singleton"   |
| 2002      | Wild Iris                 | Marcas de um Suicídio      | Wild Iris               | "Iris Bravard"         |
| 2004      | Frasier                   | Frasier                    | Frasier                 | Mindy/Charlotte        |
| 2008      | John Adams                | John Adams                 | John Adams              | Abigail Adams          |
| 2010-2013 | The Big C                 | The Big C                  | The Big C               | "Cathy Jamison"        |
| 2017-2022 | Ozark (quatro temporadas) | Ozark                      | Ozark                   | Wendy Byrde            |
| 2018      | Tales of the City         | Crônicas de San Francisco  | Tales of the City       | Mary Ann Singleton     |

## Prêmios e Indicações

#### Oscar
| Ano  | Categoria                | Indicação           | Notas    |
| ---- | ------------------------ | ------------------- | -------- |
| 2001 | Melhor Atriz             | You Can Count on Me | Indicado |
| 2005 | Melhor Atriz Coadjuvante | Kinsey              | Indicado |
| 2008 | Melhor Atriz             | The Savages         | Indicado |

#### Emmy Awards
| Ano  | Categoria                                  | Indicação            | Notas    |
| ---- | ------------------------------------------ | -------------------- | -------- |
| 2001 | Melhor Atriz em Minissérie ou Telefilme    | Wild Iris            | Venceu   |
| 2004 | Melhor Atriz Convidada em Série de Comédia | Frasier              | Venceu   |
| 2008 | Melhor Atriz em Minissérie ou Telefilme    | John Adams           | Venceu   |
| 2011 | Melhor Atriz em Série de Comédia           | The Big C            | Indicado |
| 2013 | Melhor Atriz em Minissérie ou Telefilme    | The Big C: Hereafter | Venceu   |
| 2019 | Melhor Atriz em Série Dramática            | Ozark                | Indicado |
| 2020 | Melhor Atriz em Série Dramática            | Ozark                | Indicado |
| 2022 | Melhor Atriz em Série Dramática            | Ozark                | Indicado |

#### Tony Awards
| Ano  | Categoria                        | Indicação              | Notas    |
| ---- | -------------------------------- | ---------------------- | -------- |
| 2002 | Melhor Atriz Principal no Teatro | The Crucible           | Indicado |
| 2005 | Melhor Atriz Principal no Teatro | Sight Unseen           | Indicado |
| 2010 | Melhor Atriz Principal no Teatro | Time Stands Still      | Indicado |
| 2017 | Melhor Atriz Principal no Teatro | The Little Foxes       | Indicado |
| 2020 | Melhor Atriz Principal no Teatro | My Name Is Lucy Barton | Indicado |

#### Globo de Ouro
| Ano  | Categoria                                   | Indicação               | Notas    |
| ---- | ------------------------------------------- | ----------------------- | -------- |
| 2001 | Melhor Atriz em Cinema - Drama              | You Can Count on Me     | Indicado |
| 2005 | Melhor Atriz Coadjuvante em Cinema          | Kinsey                  | Indicado |
| 2006 | Melhor Atriz em Cinema - Comédia ou Musical | The Squid and the Whale | Indicado |
| 2009 | Melhor Atriz em Minissérie ou Telefilme     | John Adams              | Venceu   |
| 2011 | Melhor Atriz em Série de Comédia ou Musical | The Big C               | Venceu   |
| 2021 | Melhor Atriz em Série Dramática             | Ozark                   | Indicado |

#### BAFTA
| Ano  | Categoria                | Indicação    | Notas    |
| ---- | ------------------------ | ------------ | -------- |
| 2004 | Melhor Atriz Coadjuvante | Mystic River | Indicado |

#### SAG Awards
| Ano  | Categoria                               | Indicação           | Notas    |
| ---- | --------------------------------------- | ------------------- | -------- |
| 2001 | Melhor Atriz Principal                  | You Can Count on Me | Indicado |
| 2004 | Melhor Elenco em Cinema                 | Mystic River        | Indicado |
| 2005 | Melhor Atriz Coadjuvante                | Kinsey              | Indicado |
| 2009 | Melhor Atriz em Minissérie ou Telefilme | John Adams          | Venceu   |
| 2018 | Melhor Atriz em Série Dramática         | Ozark               | Indicado |
| 2019 | Melhor Atriz em Série Dramática         | Ozark               | Indicado |
| 2019 | Melhor Elenco em Série Dramática        | Ozark               | Indicado |
| 2021 | Melhor Elenco em Série Dramática        | Ozark               | Indicado |
| 2021 | Melhor Atriz em Série Dramática         | Ozark               | Indicado |

#### Independent Spirit Awards
| Ano  | Categoria    | Indicação               | Notas    |
| ---- | ------------ | ----------------------- | -------- |
| 2001 | Melhor Atriz | You Can Count on Me     | Indicado |
| 2006 | Melhor Atriz | The Squid and the Whale | Indicado |

#### Critics Choice Television Award
| Ano  | Categoria                       | Indicação | Notas    |
| ---- | ------------------------------- | --------- | -------- |
| 2023 | Melhor Atriz em Série Dramática | Ozark     | Indicado |